# Biały taniec
Biały taniec — taniec, do którego kobiety proszą mężczyzn.
Najbardziej rozpowszechnioną w Polsce wersją jest  bialy walc,   lub białe tango (spotyka się także biały walc)choć nie zawsze nazwie towarzyszy melodia  walca   (lub   tanga).
Należy jednak zauważyć, że fraza biały mazur oznacza nie biały taniec ale ostatni taniec tańczony nad ranem.